# A Matter of Life and Death
| Оценки критиков      | Оценки критиков |
| Источник             | Оценка          |
| -------------------- | --------------- |
| About.com            | [ 1 ]           |
| Allmusic             | [ 2 ]           |
| BBC Music            | favourable      |
| Blabbermouth.net     | 5.5/10          |
| BW&BK                | 6.5/10          |
| Classic Rock         | [ 6 ]           |
| Entertainment Weekly | B−              |
| Exclaim!             | mixed           |
| IGN                  | 8.3/10          |
| Metal Hammer         | 10/10           |
| PopMatters           | 8/10            |
| Sputnikmusic         | 5.0/5           |
| FUZZ                 | [ 13 ]          |

A Matter of Life and Death  (с англ. — «Вопрос жизни и смерти») — четырнадцатый студийный альбом британской хэви-метал-группы Iron Maiden, изданный 25 августа 2006 года в Италии и Финляндии, а 5 сентября 2006 года — в США, Канаде и Японии. На первой же неделе продаж альбом стал золотым в Финляндии
. Пластинка дебютировала с первой позиции во Всеевропейском чарте Billboard (англ. Billboard Pan-European Chart), с 9-й позиции — в Billboard USA Chart и со 2-й — в Канаде. Альбом оказался первым релизом группы, который вошёл в американский Топ 10, в то время как в независимом американском чарте альбом достиг первой позиции. На официальном веб-сайте Iron Maiden говорится, что «на только первой неделе новый альбом продали более чем миллионом копий во всём мире, а в мировых чартах он появлялся повсюду». При этом альбом был в двадцатке лучших в 34 странах мира.

## Об альбоме
Средняя продолжительность песен в альбоме составляет 7 минут 12 секунд.
Также A Matter of Life and Death  является первым хэви-метал альбомом, который дебютировал в индийском чарте на 4-й позиции, а позже достиг в нём же 2-й. Это также один из немногих рок-альбомов, который стал платиновым в этой стране.
Кроме того, A Matter of Life and Death  — первый альбом за 30-летнюю карьеру Iron Maiden, который вошёл в top 10 чартов Billboard и получил подобное признание во многих других странах.
В то время, как альбом не является концептуальным, темы войны и религии проходят через все композиции альбома, а также находят своё отражение в его обложке. Название «A Matter of Life and Death» также связано с темой войны, так как позаимствовано у одноимённого фильма, главный герой которого — пилот британской авиации времён Второй мировой войны.
В поддержку выхода альбома группой был проведён A Matter Of Life And Death Tour, в первой части которого альбом исполнялся целиком.

### Запись
Информация о выходе нового альбома, его названии и трек-лист появилась на официальном сайте группы 19 июня 2006 года. Там же сообщалось, что группа приступила к написанию песен в конце 2005 года после короткого отдыха, последовавшего за успешными выступлениями на фестивалях в Европе и США. После Рождества процесс записи был завершён и группа приступила к репетициям. По признанию Стива Харриса, музыканты планировали отвести на запись три или четыре месяца, но управились вдвое быстрее, «поскольку лучше подготовились на этот раз».
К продюсированию записи, которая проходила в лондонской студии Sarm West Studios, вновь был привлечён Кевин Ширли (англ. Kevin 'Caveman' Shirley), работавший с группой при создании двух предыдущих альбомов Brave New World и Dance of Death. В отношении его Стив Харрис говорит, что «от раза к разу работать с Кевином становится только лучше… В этом альбоме мы были одним целым. Не то, чтобы раньше этого не происходило — остальные альбомы тоже великолепны — но теперь он действительно стал частью нашей семьи».

### В преддверии
10 августа 2006 года композиция «Different World» была выложена на официальном сайте группы для публичного скачивания и прослушивания. Днём спустя на том же сайте появилась и композиция «Brighter than a Thousand Suns».
Первым синглом была выпущенная 14 августа 2006 года, за две недели до выхода альбома, композиция «The Reincarnation of Benjamin Breeg», которая через несколько дней достигла первой позиции в чартах Испании и Швеции, а вскоре такой же успех был ею достигнут в Венгрии и Финляндии. Сам Стив Харрис на вопрос о продолжительности песни и явному несоответствию радиоформату иронично заметил:

Для группы вроде нашей нет разницы, идёт ли песня четыре минуты или двадцать — всё равно её никто не возьмёт на радио.

Вторым синглом за неделю до выпуска целого альбома стала песня «Different World». Позже было издано специальное издание этого сингла.

### Критика
Альбом, увидевший свет 25 августа 2006 года, был встречен критиками и общественностью весьма позитивно. Издание Metal Hammer оценило альбом на 10 баллов из 10, заявив, что «Iron Maiden превзошли самих себя». Издание Kerrang! оценило запись на 5 из 5, написав: «Ещё один классический альбом Iron Maiden… Содержит всё то, что нравилось давним поклонникам в живых выступлениях группы». Classic Rock присвоил альбому титул «Альбом года». Rolling Stone присвоил альбому 3 звезды из 5, найдя музыку и тексты «злободневными». Многие поклонники Iron Maiden не были удовлетворены новым звучанием, более близким к прогрессивному металу.

## Список композиций
| №   | Название                                                                   | Автор(ы)                                | Длительность |
| --- | -------------------------------------------------------------------------- | --------------------------------------- | ------------ |
| 1.  | «Different World» (рус. Другой мир)                                        | Эдриан Смит, Стив Харрис                | 4:18         |
| 2.  | «These Colours Don't Run» (рус. Эти цвета не поблёкнут)                    | Эдриан Смит, Брюс Дикинсон, Стив Харрис | 6:51         |
| 3.  | «Brighter Than a Thousand Suns» (рус. Ярче тысячи солнц)                   | Эдриан Смит, Брюс Дикинсон, Стив Харрис | 8:44         |
| 4.  | «The Pilgrim» (рус. Пилигрим)                                              | Стив Харрис, Яник Герс                  | 5:06         |
| 5.  | «Longest Day» (рус. Самый длинный день)                                    | Эдриан Смит, Брюс Дикинсон, Стив Харрис | 7:47         |
| 6.  | «Out of the Shadows» (рус. Выйдя из мрака)                                 | Брюс Дикинсон, Стив Харрис              | 5:35         |
| 7.  | «The Reincarnation of Benjamin Breeg» (рус. Реинкарнация Бенджамина Брига) | Дэйв Мюррей, Стив Харрис                | 7:21         |
| 8.  | «For the Greater Good of God» (рус. Во славу Господа Бога)                 | Стив Харрис                             | 9:24         |
| 9.  | «Lord of Light» (рус. Повелитель света)                                    | Эдриан Смит, Брюс Дикинсон, Стив Харрис | 7:22         |
| 10. | «The Legacy» (рус. Наследие)                                               | Стив Харрис, Яник Герс                  | 9:23         |
| 11. | «Hallowed Be Thy Name» (рус. Да святится имя Твое; Bonus track)            | Стив Харрис                             | 7:11         |

## Чарты и сертификации
| Чарты (2006)           | Чарты (2006)         |
| Чарт                   | Максимальная позиция |
| ---------------------- | -------------------- |
| Austrian Albums Chart  | 4                    |
| Canadian Albums Chart  | 2                    |
| Finnish Albums Chart   | 1                    |
| German Albums Chart    | 1                    |
| Greek Albums Chart     | 63                   |
| Irish Albums Chart     | 5                    |
| Italian Albums Chart   | 1                    |
| Japanese Albums Chart  | 11                   |
| Norwegian Albums Chart | 2                    |
| Polish Albums Chart    | 1                    |
| Spanish Albums Chart   | 4                    |
| Swedish Albums Chart   | 1                    |
| Swiss Albums Chart     | 2                    |
| UK Albums Chart        | 4                    |
| U.S. Billboard 200     | 173                  |

| Сертификации           | Сертификации | Сертификации |
| Страна                 | Сертификация | Продажи      |
| ---------------------- | ------------ | ------------ |
| Brazil (ABPD)          | Золото       | 50,000+      |
| Canada (Music Canada)  | Золото       | 50,000+      |
| Finland (IFPI Finland) | Платина      | 30,000+      |
| Germany (BVMI)         | Золото       | 100,000+     |
| Greece (IFPI Greece)   | Золото       | 10,000+      |
| Sweden (IFPI           | Золото       | 30,000+      |
| Switzerland (IFPI)     | Золото       | 15,000+      |
| United Kingdom (BPI)   | Золото       | 100,000+     |

## Участники записи
- Брюс Дикинсон — вокал
- Дэйв Мюррей — гитара
- Эдриан Смит — гитара, синтезатор гитары на «Brighter than a Thousand Suns»
- Яник Герс — гитара
- Стив Харрис — бас-гитара, клавишные, сопродюсер
- Нико Макбрэйн — ударные